# Graneros
Graneros est une ville et une commune du Chili faisant partie de la province de Cachapoal, elle-même rattachée à la Région O'Higgins.

## Géographie

### Localisation
Graneros se trouve dans la Vallée centrale du Chili à environ 74 km au sud de la capitale Santiago et 12 km au nord de Rancagua capitale de la province de Cachapoal.

### Démographie
En 2012, sa population de Graneros s'élevait à 30 372 habitants. La superficie de la commune est de 113 km2 (densité de 300 hab./km2).

Position de Graneros (en rouge) au sein de la Province de Cachapoal.

## Historique
Il y des traces d'une forteresse indigène pré-espagnole (pucará) sur le Cerro de La Compañía situé sur le territoire de la commune.
La commune est créée en 1899.